# خانه رود بندی
خانه رود بندی مربوط به اواخر دوره قاجار -اوایل دوره پهلوی است و در دزفول، محله پولادیان، نزدیک حرم سبز قبا واقع شده و این اثر در تاریخ ۱۷ اسفند ۱۳۸۱ با شمارهٔ ثبت ۷۵۸۷ به‌عنوان یکی از آثار ملی ایران به ثبت رسیده است.